# Farrera (ort)
Farrera är en ort i Spanien i kommunen Farrera. Den ligger i provinsen Província de Lleida och regionen Katalonien, i den nordöstra delen av landet, 500 km nordost om huvudstaden Madrid. Farrera ligger 1 355 meter över havet.